# Longslagader
De longslagader (Latijn: arteria pulmonalis) is de slagader waardoor zuurstofarm bloed van het hart naar de longen wordt gepompt.
Hij ontspringt bij de pulmonalisklep van de rechter hartkamer en splitst zich al na enkele centimeters in tweeën om bloed naar allebei de longen te transporteren. De twee takken worden eveneens longslagaders genoemd en lopen min of meer parallel aan de bronchiale boom. In de longen vertakken de vaten steeds verder.
Het bloed in de longslagaders is zuurstofarm. In de longen neemt het bloed zuurstof (O2) op en en geeft het koolstofdioxide (CO2) af. Vervolgens stroomt het via de longaders terug naar de linker boezem van het hart. Het gedeelte van de bloedsomloop vanaf het hart via de longen weer terug naar het hart wordt de kleine bloedsomloop genoemd.
De bloeddruk in de kleine bloedsomloop is beduidend lager dan in de grote bloedsomloop. Daarom kan de wand van de longslagaders ook veel dunner zijn dan van de slagaders in de grote bloedsomloop.
Er bestaan verschillende ziektebeelden waarbij de longslagaders betrokken zijn, waaronder de longembolie en pulmonale hypertensie.

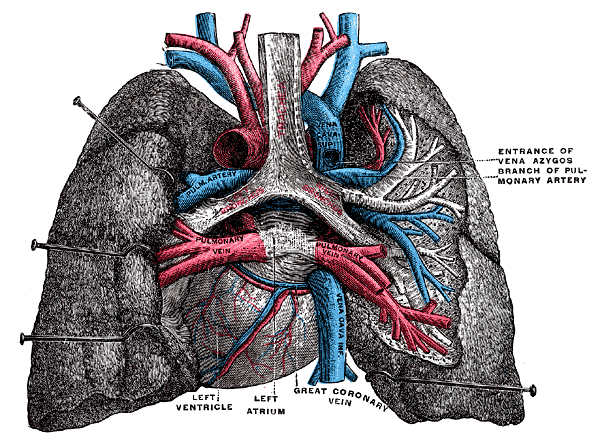
De longslagaders (pulmonary artery) aanzicht